# Bataille de Cooke's Canyon
Guerres apaches
Guerre de Sécession
Batailles
Combats dans l'Arizona confédéré
- Mesilla (1re)
- Tubac
- Cooke's Canyon
- Florida Mountains
- Gallinas Mountains
- Placito
- Pinos Altos
- Canada Alamosa
- Valverde
- Stanwix Station
- Picacho Pass
- Dragoon Springs (1re)
- Dragoon Springs (2e)
- Tucson
- Mesilla (2e)
- Apache Pass
- La Paz

- Point of Rocks (en)
- Wagon Mound (en)
- Combat de Bell (en)
- Cieneguilla (en)
- Ojo Caliente Canyon (en)

- Diablo Mountains (en)
- Expédition d'Antelope Hills (en)
- Little Robe Creek (en)
- 1re Adobe Walls

- Cooke's Spring (en)
- Expédition de Bonneville (en)
- Madera Canyon (en)
- Mimbres River (en)
- Affaire Bascom
- Tubac
- Cooke's Canyon
- Florida Mountains
- Gallinas Mountains
- Placito
- Pinos Altos
- 1re Dragoon Springs
- 2e Dragoon Springs
- Apache Pass
- Big Bug
- Mowry (en)
- Mount Gray
- Doubtful Canyon
- Fort Buchanan

- Pipe Spring

- Camp Grant
- Wickenburg
- Burro Canyon
- Tonto Basin
- Salt River Canyon
- Turret Peak (en)
- Sunset Pass (en)

- Yellow House Canyon (en)

- Ojo Caliente
- Las Animas Canyon
- Hembrillo Basin (en)
- Alma (en)
- Fort Tularosa (en)
- Carrizo Canyon (en)

- Cibecue Creek
- Fort Apache (en)
- McMillenville (en)
- Big Dry Wash
- Lordsburg Road
- Devil's Creek (en)
- Little Dry Creek (en)
- Nacori Chico
- Bear Valley (en)
- Pinito Mountains

- Kelvin Grade (en)
- Cherry Creek (en)
- Guadalupe Canyon (en)

La bataille de Cooke's Canyon est un engagement des guerres apaches qui s'est déroulé au cours de la seconde quinzaine du mois d'août 1861 entre les colons de l'Arizona confédéré et les Apaches Chiricahua. Elle a lieu environ 60 kilomètres au nord-ouest de Mesilla, dans le Cooke's Canyon (en). La date exacte de la bataille est inconnue.

## Contexte
Au début du mois d'août 1861, un groupe de réfugiés d'Arizona, en provenance de la région de Tubac, abandonnent leur village à la suite du retrait des troupes des États-Unis du fort Buchanan et du siège de Tubac qui a laissé leurs maisons brûlées. Le groupe est connu sous le nom de groupe d'Ake, et leur destination est le Rio Grande près de Mesilla.
Le convoi est composé de six chariots doubles, deux boquets, et un chariot seul, lorsqu'il atteint Tucson en provenance de la région voisine. À Tucson, plusieurs autres personnes ont rejoint le cortège, y compris Moses Carson, demi-frère du célèbre éclaireur et soldat Kit Carson.
Le groupe est maintenant composé de vingt-quatre hommes, seize femmes, sept enfants, avec 400 têtes de bétail et 900 moutons, ainsi que des chevaux et des chèvres. Les colons, qui sont pour la plupart des mineurs et des éleveurs, quittent Tucson, le ou vers le 15 août 1861.
Le grand nombre de têtes de bétail représente une tentation irrésistible pour les guerriers apaches Chiricahua sous les ordres de Cochise et de Mangas Coloradas. Le voyage s'est déroulé sans incident jusqu'à ce que le groupe traverse la rivière Mimbres (en) et se dirige vers les sources à Cooke's Canyon dans l'Arizona traditionnel (en) et l'actuel Nouveau-Mexique.

## Bataille
Il n'est pas certain que Cochise et Mangas Coloradas soient à la tête des guerriers apaches, mais il est fort probable qu'ils le soient, étant donné qu'ils sont les chefs des forces alliées apaches qui opèrent principalement dans ce qui est aujourd'hui le sud-ouest du Nouveau-Mexique où se trouve Cooke's Canyon. Lorsque le dernier chariot entre dans le canyon, les Apaches, estimés à environ une centaine, déclenchent leur embuscade en attaquant et éparpillant le nombreux bétail.
Ils chargent alors les chariots, et sont empêchés de pénétrer à l'intérieur des chariots après une série de contre charges menées par plusieurs hommes du groupe. Les chariots sont mis en cercle, et les colons résistent à un siège qui dure le reste de la journée. Finalement, les Apaches montent sur les coteaux environnants, tirant des flèches et des balles à longue portée.
Les colons répondent du mieux qu'ils le peuvent de leurs positions dans les chariots, tuant plusieurs des assaillants qui viennent vers eux à cheval et à pied. Enfin, vers la fin de la journée, les Apaches se retirent, en emmenant avec eux leur butin de 400 bovins et 900 moutons. Les colons se retirent vers la Mimbres. Ils ont perdu quatre hommes et comptent huit blessés.
Le dernier chariot du groupe, transportant la plupart des femmes et des enfants, a fait demi-tour dès les premiers coups de feu et fui vers la rivière Mimbres. Sans être importuné par les Apaches, ce chariot atteint l'implantation sur la Mimbres en toute sécurité et envoie un appel à l'aide à Pinos Altos (en), où les gardes de l'Arizona sont stationnés. Les troupes confédérées répondent à cet appel ce qui aboutit à la bataille des Florida Mountains, deux jours plus tard.

## Autres attaques
Au cours de l'été 1861, les guerriers apaches de Mangas Coloradas et de Cochise massacrent plusieurs autres groupes de colons à Cooke's Canyon. Les guerriers apaches tuent et mutilent un groupe de sept personnes près de l'extrémité est du canyon. Près de là, ils massacrent et mutilent neuf bergers mexicains et volent leurs quarante têtes de bétail. Trois blancs du même groupe sont faits prisonniers, torturés et tués plus tard. Quatorze colons américains sont assassinés le 25 ou le 26 juillet 1861 et sont découverts par les Los Angeles Mounted Rifles, peu de temps après.
Encore une fois, près de cet endroit, ils tentent de détruire le groupe d'Ake. Au fil des mois, les guerriers apaches laissent ce qui un chroniqueur appelle « beaucoup d'os, de crânes, et de tombes » dans le Cooke's Canyon. Finalement, les Apaches tuent 100 Américains et Mexicains dans le Cooke's Canyon, en en faisant le passage le plus redouté sur la route de Mesilla à Tucson. Selon l'historien Dan Thrapp, 150 blancs sont tués en soixante jours au cours de cette période. Dans le même temps, le gouverneur Mexicain de Sonora estime que 500 à 600 de ses administrés sont tués par les apaches de leur côté de la frontière.